# Souza (football, 1989)
Pour les articles homonymes, voir Souza.
Josef de Souza Dias, plus connu sous le nom de Souza (né le 11 février 1989 à Rio de Janeiro) est un footballeur brésilien, qui occupe le poste de milieu défensif. 